# Oculare

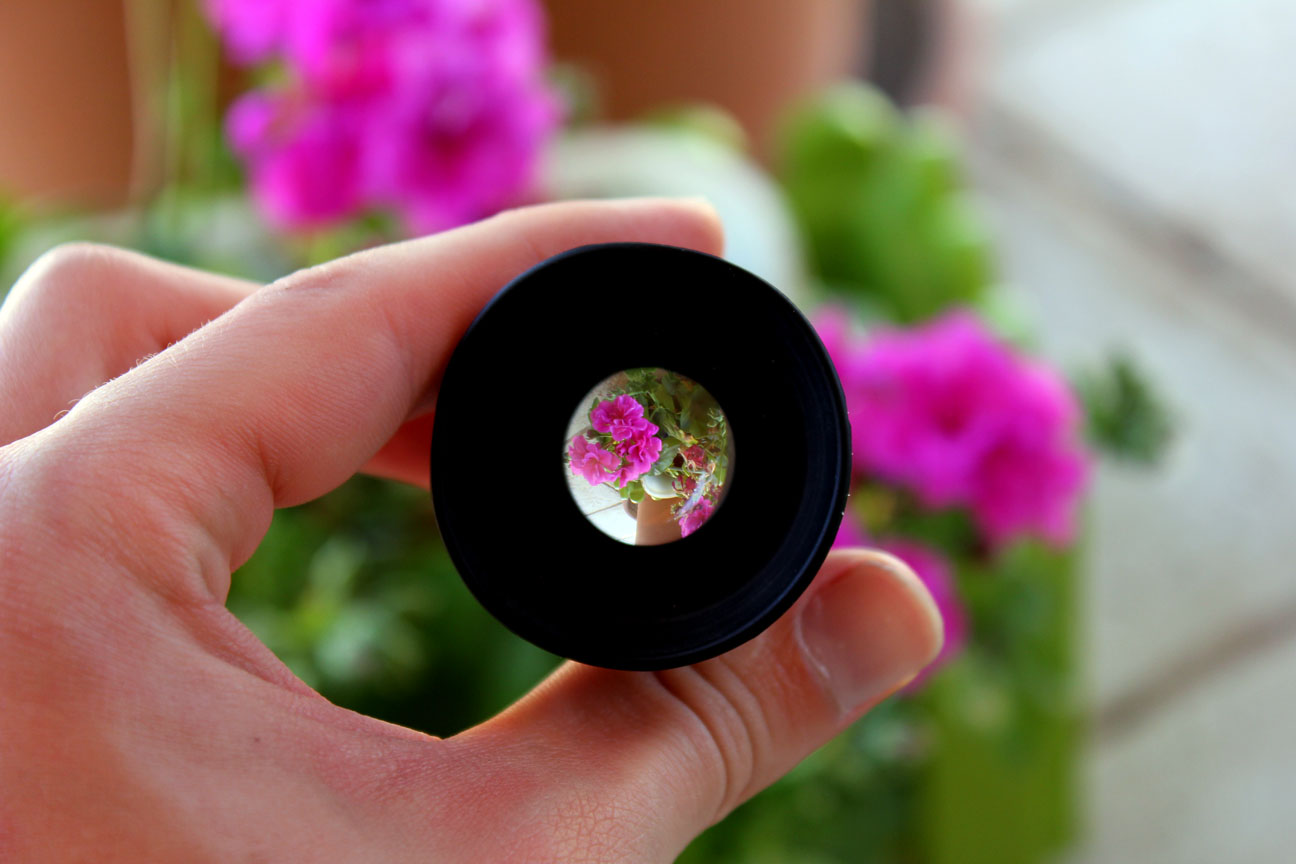
Immagine visualizzata attraverso un oculare Kellner di lunghezza focale 25 mm.

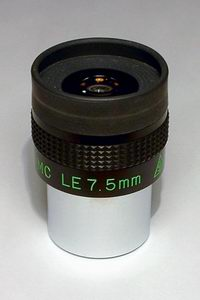
Un tipo di oculare ortoscopico a sei lenti per telescopi amatoriali

Un oculare è una lente o un gruppo di lenti (detto genericamente gruppo ottico) che serve da interfaccia tra l'occhio dell'osservatore e la strumentazione ottica da utilizzare (telescopio, microscopio, ecc). L'etimologia del nome deriva dal latino oculus (occhio), perché è normalmente la lente posta vicino all'occhio dell'osservatore che guarda attraverso lo strumento.
L'oculare ha in genere la funzione di ingrandire l'immagine che si forma nel piano focale "dell'obiettivo" (inteso come la prima parte del sistema, quella che preleva l'immagine) e per questo è posizionato sullo stesso asse ottico, in modo che il suo fuoco anteriore coincida con il fuoco posteriore dell'obiettivo.
L'oculare è progettato per la visione ad occhio nudo, anche se può essere usato in alcuni casi per la fotografia secondo una tecnica detta proiezione dall'oculare. I moderni telescopi professionali, e in quantità crescente anche quelli amatoriali utilizzati per la fotografia, non hanno oculare, ma proiettano l'immagine direttamente sui CCD presenti sul piano focale del telescopio.

## Ingrandimento
Il potere diottrico dell'oculare è inversamente proporzionale alla sua lunghezza focale. Ai livelli telescopici, con oggetti posti all'infinito, il potere diottrico dell'oculare diviso quello dell'obiettivo, trova il rapporto di ingrandimento delle immagini, rispetto alla visione ad occhio nudo (chiamato ingrandimento visuale).
Nel caso di un telescopio semplice, l'Ingrandimento del sistema può essere calcolato tramite le lunghezze focali, con la formula:
{\displaystyle \mathrm {I} ={\frac {f_{B}}{f_{O}}}}
dove:
- {\displaystyle \mathrm {I} } è l'ingrandimento angolare o visuale
- {\displaystyle f_{B}} è la lunghezza focale dell'obiettivo del telescopio
- {\displaystyle f_{O}} è la lunghezza focale dell'oculare, espressa nelle stesse unità di misura di {\displaystyle f_{B}}.

## Schemi ottici
A partire dall'oculare a lente singola (divergente, usata da Galileo Galilei, o convergente, usata da Keplero) sono stati sviluppati diversi tipi di schemi ottici per ottenere prestazioni sempre migliori (in termini di planarità e ampiezza del campo visivo, riduzione delle distorsioni e delle varie abberazioni ottiche, tipo le aberrazioni cromatiche, eccetera). A seconda dello schema ottico, i vari oculari odierni possono essere composti da un minimo di due lenti (nei più semplici ed economici), fino addirittura ad otto o più lenti, in alcuni modelli dotati di un ampio campo apparente (i cosiddetti ultra-wide).
Ogni oculare può essere più specifico e adatto di altri, per certi tipi di osservazioni o per l'uso in differenti tipologie di telescopi (alto o basso rapporto focale, a specchio, rifrattori, ecc).
Come schema di base, un oculare è composto da una lente (o da un gruppo di lenti) posizionata verso l'obiettivo che viene chiamata "lente di campo" o "lente collettrice" e da una lente (o gruppo di lenti) posizionata verso l'osservatore detta "lente all'occhio"; fra le due può essere posizionato un terzo elemento (lente o gruppo) detto "spianatore". Molti oculari moderni sono dotati di una lente negativa (o un gruppo) posta anteriormente: ha la stessa funzione di una Lente di Barlow (può anche partecipare ulteriormente a ridurre le aberrazioni cromatiche) ma in questo caso prende il nome di "gruppo di Smyth".  Gli oculari di più recente progettazione possono anche essere maggiormente complessi.

### Huygens
Sigla: H

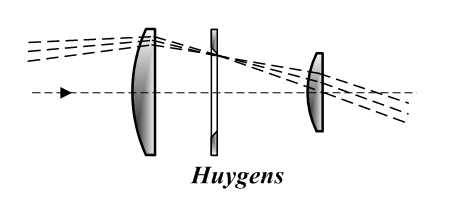
Oculare Huygens

Nel XVII secolo, Christiaan Huygens aveva compiuto importanti ricerche sull'ottica e inventò un nuovo tipo di oculare formato da due lenti piano-convesse, che dimostrò la possibilità di correggere l'aberrazione cromatica. Le due lenti sono dette lente dell'occhio e lente di campo, per la posizione in cui si trovano rispetto all'occhio dell'osservatore. Questo oculare era adatto a telescopi con rapporto focale f/10 o maggiore. Dopo questa invenzione, vennero realizzati oculari sempre migliori e oggi l'oculare di Huygens è obsoleto, anche se è ancora possibile vederlo commercializzato in corredo ai telescopi più economici, inoltre è ancora usato in microscopia. Sebbene venga corretta l'aberrazione cromatica trasversale, quella longitudinale è ancora presente, insieme all'aberrazione sferica e l'astigmatismo, per cui l'immagine è buona solo al centro. Come difetto ha anche un'estrazione pupillare limitata, che costringe ad avvicinarsi di più all'oculare, rendendo perciò più scomoda l'osservazione. Inoltre ha un campo apparente ridotto (dai 25 ai 40°). L'oculare di Huygens è un oculare negativo, perché il suo piano focale cade all'interno del sistema delle lenti: non è possibile inserire un reticolo per le misurazioni, ma in compenso si notano meno le eventuali piccole particelle di polvere che si depositano sulle lenti.
Una variante migliorata è quella di Mittenzwey (sigla HM), creata nel XIX secolo, in cui la lente di campo è convessa-concava. Questa variante è adatta per telescopi f/8 in su.

### Ramsden
Sigla: R

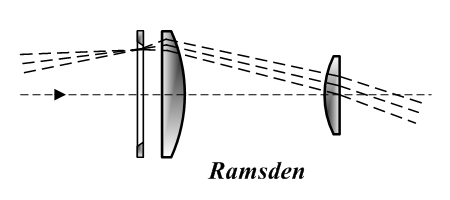
Oculare Ramsden

Jesse Ramsden inventò il suo oculare nel 1783. Anche questo oculare è composto da due lenti piano-convesse, ma le due lenti rivolgono le parti convesse l'una verso l'altra e hanno una focale uguale. Questo oculare è più adatto ad obiettivi più luminosi, rispetto al precedente, inoltre è adatto all'inserimento di reticoli o micrometri. Il piano focale è molto vicino alla lente di campo e renderebbe subito visibile ogni particella di polvere che si posasse sulle lenti, perciò, per risolvere un poco questo e altri inconvenienti, le due lenti vengono avvicinate, peggiorando tuttavia l'aberrazione cromatica e quella sferica. Anche nei Ramsden l'estrazione pupillare è molto ridotta, ma è un poco maggiore rispetto agli Huygens, mentre il campo apparente è simile (30-40°). I Ramsden mostrano più aberrazione cromatica trasversale rispetto agli Huygens, ma meno aberrazione cromatica longitudinale, aberrazione sferica e distorsioni, infine non hanno coma.
Anche questo schema ottico viene usato per la realizzazione di oculari molto economici, comunque utilizzabili per le osservazioni planetarie: i pianeti infatti occupano un campo molto piccolo, mentre l'oculare assorbe poca luce, avendo solo due lenti.

### Kellner
Sigla: K

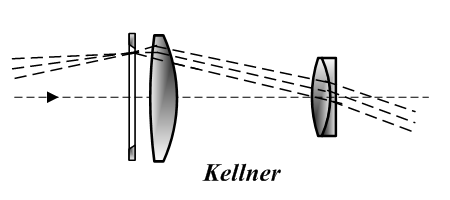
Oculare Kellner

Carl Kellner disegnò il primo oculare acromatico moderno nel 1850. Questo oculare consente di scendere fino a f/6 con buone prestazioni. Usa tre lenti e ha uno schema molto simile a quello di Ramsden, ma si differenzia per il fatto che la lente dell'occhio, anziché essere una semplice lente piano-convessa, è un piccolo doppietto acromatico, che elimina il cromatismo residuo. Come i Ramsden, c'è l'inconveniente della polvere che diventa visibile, quando si posa sulla lente di campo, ma il campo apparente è un poco maggiore. Questi oculari sono ancora relativamente economici e forniscono buone immagini ad ingrandimenti bassi e medi, indubbiamente superiori a quelle degli Huygens e dei Ramsden. Gli oculari Kellner di qualità, ben trattati e col barilotto opacizzato internamente contro le riflessioni, sono considerati ancora oggi dei validi oculari.

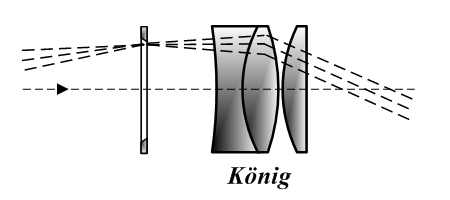
Oculare König

I König (dal nome dell'ottico tedesco Albert König) ideati nel 1915, nella loro variante più nota, hanno un doppietto quale gruppo di campo ed una lente singola all'occhio: in pratica, confrontati con i Kellner, la correzione cromatica passa dalla lente all'occhio a quella di campo; nella versione più complessa a 4 lenti (1+2+1) possono arrivare ad un campo apparente di 70°.

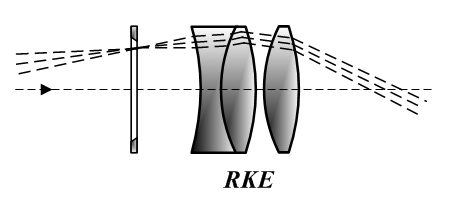
Oculare RKE

Alcune aziende nella seconda metà del XX secolo hanno prodotto degli oculari simili basati sul König con le sigle MA (Meade), SMA (Celestron) e RKE (Edmund Scientific). Gli RKE, progettati da David Rank per la Edmund Scientific, hanno un campo apparente leggermente maggiore. Gli acromatici modificati (Modified Achromatic, talvolta detti Ramsden acromatici) sono stati creati da Carl Zeiss all'incirca  ello stesso periodo.

### Ortoscopico
Sigla: Or (talvolta O oppure Ortho)

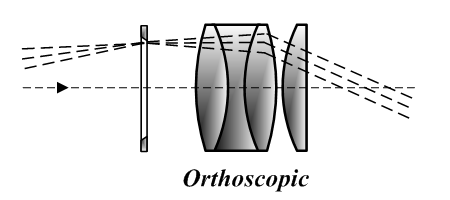
Oculare Ortoscopico

Ernst Abbe creò nel 1880 un oculare a quattro lenti, che ora è conosciuto come oculare di Abbe o ortoscopico. Un tripletto fa le veci della lente di campo, mentre quella dell'occhio è una singola lente piano-convessa. Questo oculare è adatto anche a rapporti focali più luminosi (ad esempio f/6); ha una buona estrazione pupillare e un'ottima riduzione delle aberrazioni e soprattutto delle distorsioni. È considerato il migliore oculare come qualità d'immagine, con un campo discreto, paragonabile a quello dei migliori derivati del Kellner (fino a 50°); ma attualmente vengono preferiti altri modelli ed esso è utilizzato per lo più nelle osservazioni planetarie. Oculari ortoscopici vengono montati anche su binocoli e cannocchiali.

### Plössl
Sigla: Pl

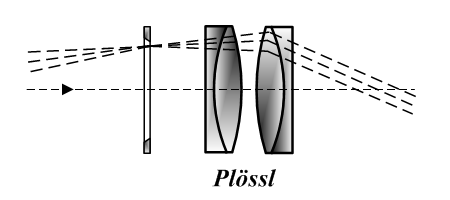
Oculare Plössl

Georg Simon Plössl nel 1860 creò questo oculare a quattro lenti, disposte in due doppietti acromatici che possono anche essere simmetrici, basandosi sullo schema di Kellner, ma solo dopo la seconda guerra mondiale la Clavé di Parigi iniziò a produrne in serie. Questo oculare ha prestazioni che si avvicinano a quello di Abbe, ma è più facile da costruire; alcuni modelli (Super Plössl) possono avere 5 lenti ed hanno un campo apparente un poco più ampio (fino a 55°). Lo svantaggio principale dello schema ottico Plössl è la sua corta estrazione pupillare, soprattutto con gli oculari aventi lunghezze focali minori (quelle usate per gli alti ingrandimenti), con i quali l'osservazione diventa particolarmente scomoda. Attualmente è il tipo di oculare più venduto, ma la qualità può variare molto da modello a modello; infatti esso richiede un vetro di qualità e la necessità di lenti convesse e concave che combacino perfettamente per evitare riflessioni interne; quindi si riscontrano differenze di prestazioni evidenti fra i Plössl economici, dotati tra l'altro dei trattamenti antiriflesso più semplici, e quelli di qualità.
A partire dagli anni 1980 sono state messe in commercio versioni migliorate. Lo schema è diventato popolare per l'astronomia amatoriale, in quanto può coprire una vasta gamma di oculari con almeno quattro elementi ottici.

### Erfle
Sigla: Er

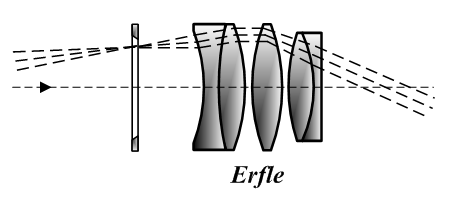
Oculare Erfle

Heinrich Erfle inventò questo tipo di oculare a grande campo verso la fine della prima guerra mondiale, nel 1917; esso è descritto nel brevetto statunitense numero 1.478.704, dell'agosto 1921. Questo oculare è caratterizzato da una lente dell'occhio molto grande e da un'ottima estrazione pupillare, che lo rende molto comodo; inoltre ha un campo apparente tra i 60° ed i 70°; di contro, ad ingrandimenti elevati soffre di astigmatismo e di immagini fantasma. Ne esistono varianti da 5 a 7 lenti. Gli Erfle sono molto usati anche nei binocoli.
Anche la Goerz (ideatore: Christian von Hofe), nel brevetto statunitense 1759529 del 1924, propose un oculare simile con un campo che arrivava a 75°. 

### Visori binoculari (Binoviewer)

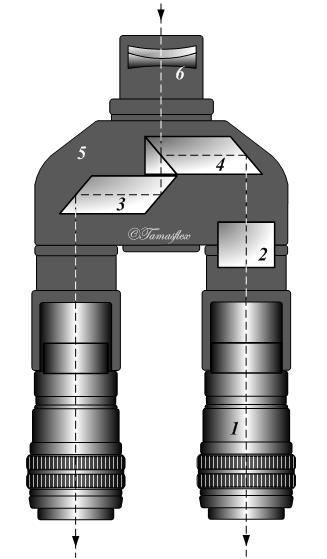
Visori binoculari (Binoviewer).
1 - Eyepiece 2 - Compensation slide
3 - Prism 4 - Beam splitter
5 - Body 6 - Barlow lens

Si tratta di un accessorio particolarmente consigliato per l'osservazione di oggetti luminosi ad alta risoluzione quali la Luna e i pianeti.
I vantaggi dell'osservazione binoculare:
- Maggiore comfort nelle osservazioni di lunga durata senza stancare gli occhi (non vi è contrazione muscolare per mantenere un occhio chiuso)
- Migliore osservabilità dei dettagli (per compensazione operata dal cervello)
- Apparente aumento della dimensione dell'immagine (15% circa per effetto psicologico)
- Molti utenti riportano una sensazione di tridimensionalità dell'immagine che fa apparire l'immagine più naturale (effetto psicologico ed in realtà irreale in quanto entrambi gli occhi ricevono esattamente la stessa immagine)

Gli svantaggi:

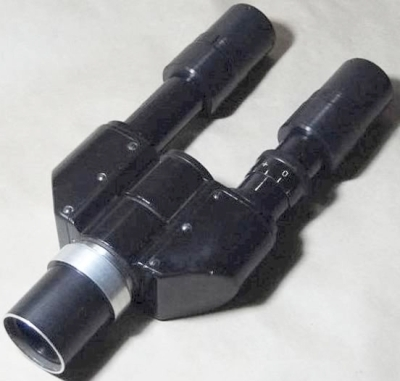
Visori binoculari

- Treno ottico più complesso che richiede maggiore disponibilità retrofocale del telescopio (talvolta, per riuscire a mettere a fuoco l'immagine, è necessario accorciare l'intubazione)
- Maggiore costo (visore ed oculari doppi)
- Minore luminosità (il medesimo flusso luminoso viene suddiviso nei due rami, destro e sinistro, perdendo quindi approssimativamente una magnitudine)

Quasi tutti i modelli, per ridurre l'allungamento del percorso ottico nonché il leggero cromatismo introdotto dai prismi che compongono il visore, utilizzano delle lenti negative (solitamente un gruppo, sullo stesso principio della lente di Barlow) chiamate "correttore di tiraggio" o OCS.

## Galleria d'immagini

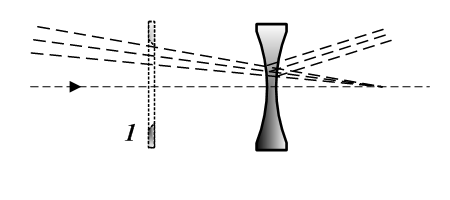
Oculare Galileiano
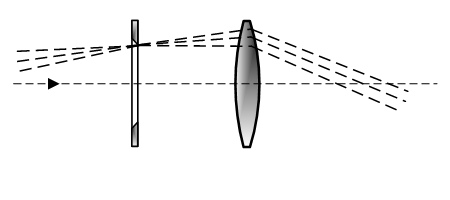
Oculare Kepleriano
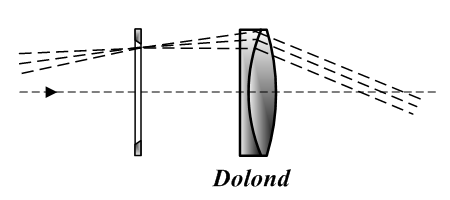
Oculare Dollond
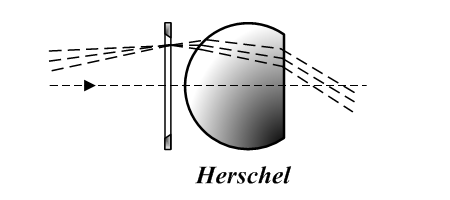
Oculare Herschel
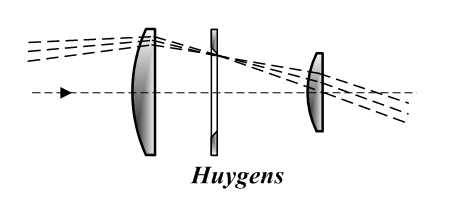
Oculare Huygens
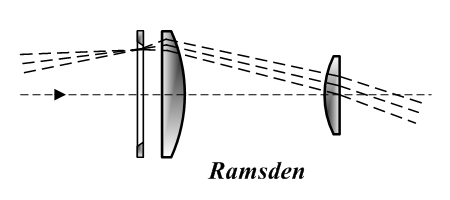
Oculare Ramsden
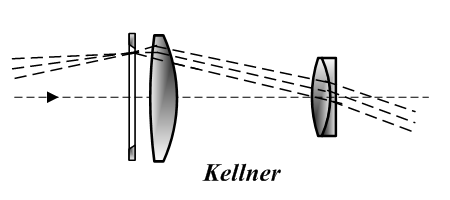
Oculare Kellner
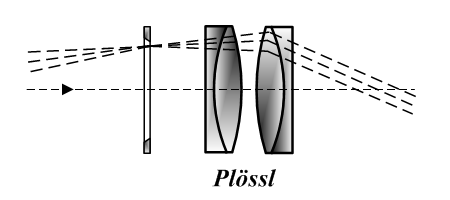
Oculare Plössl
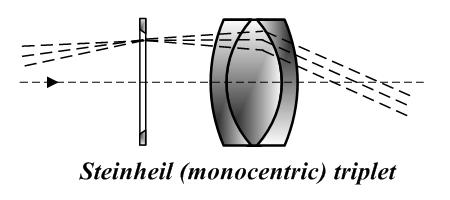
Oculare Steinheil
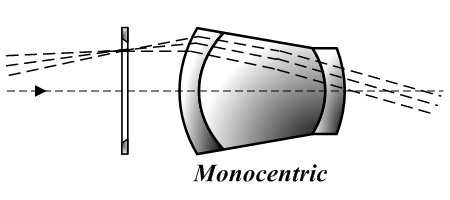
Oculare monocentrico
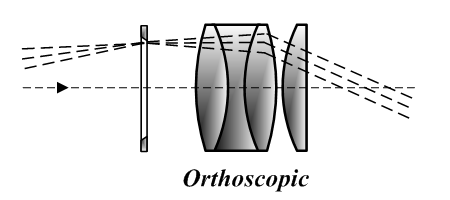
Oculare ortoscopico
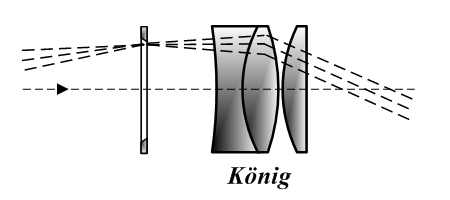
Oculare König
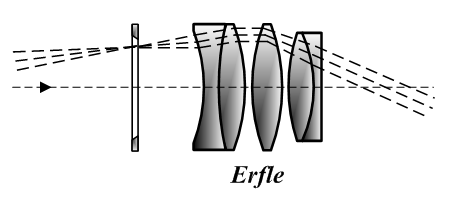
Oculare Erfle
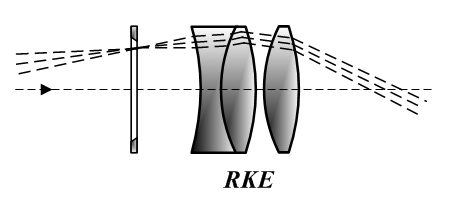
Oculare RKE
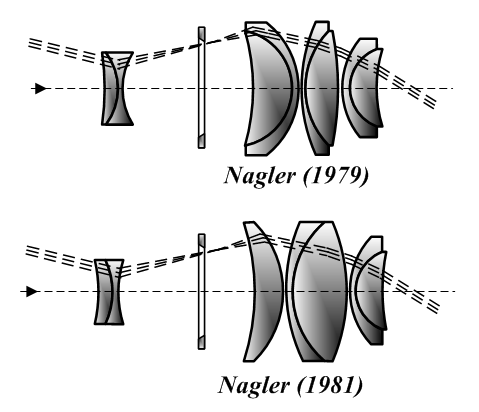
Oculare Nagler
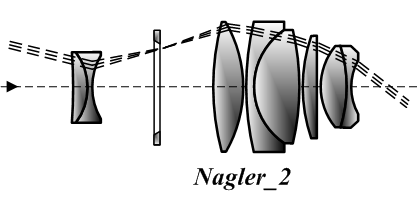
Oculare Nagler 2